# Saga pedo
Saga pedo, coneguda en català com a saga, és una espècie d'ortòpter de la família dels tetigònids. Amb uns 12 cm, es tracta d'un dels insectes més grans que es pot trobar a Europa.
Es troba des del sud i centre d'Europa fins al centre d'Àsia. A Espanya té poblacions aïllades per tot el territori.
És una espècie insectívora (s'alimenta quasi exclusivament d'altres ortòpters) i es reprodueix per partenogènesi. Pot arribar a passar cinc anys en estadi d'ou, encara que el normal són dos anys.